# Communauté de communes Bresse et Saône
Die Communauté de communes Bresse et Saône ist ein französischer Gemeindeverband mit der Rechtsform einer Communauté de communes im Département Ain.
Sie wurde am 15. Dezember 2016 gegründet und umfasst 20 Gemeinden. Der Verwaltungssitz befindet sich im Ort Ozan.

## Historische Entwicklung
Der Gemeindeverband entstand mit Wirkung vom 1. Januar 2017 unter dem Namen Communauté de communes du Pays de Bâgé et de Pont-de-Vaux aus der Fusion der Vorgängerorganisationen Communauté de communes du Pays de Bâgé und Communauté de communes du Canton de Pont de Vaux.
2017 änderte der Gemeindeverband seinen Namen auf die aktuelle Bezeichnung.

## Mitgliedsgemeinden
| Gemeinde                               | Einwohner 1. Januar 2022 | Fläche km² | Dichte Einw./km² | Code INSEE | Postleitzahl |
| -------------------------------------- | ------------------------ | ---------- | ---------------- | ---------- | ------------ |
| Arbigny                                | 459                      | 17,47      | 26               | 01016      | 01190        |
| Asnières-sur-Saône                     | 77                       | 4,68       | 16               | 01023      | 01570        |
| Bâgé-Dommartin                         | 4.057                    | 56,87      | 71               | 01025      | 01380        |
| Bâgé-le-Châtel                         | 987                      | 0,88       | 1.122            | 01026      | 01380        |
| Boissey                                | 390                      | 9,05       | 43               | 01050      | 01190        |
| Boz                                    | 509                      | 7,31       | 70               | 01057      | 01190        |
| Chavannes-sur-Reyssouze                | 746                      | 16,55      | 45               | 01094      | 01190        |
| Chevroux                               | 981                      | 17,20      | 57               | 01102      | 01190        |
| Feillens                               | 3.388                    | 14,91      | 227              | 01159      | 01570        |
| Gorrevod                               | 782                      | 6,88       | 114              | 01175      | 01190        |
| Manziat                                | 1.985                    | 12,63      | 157              | 01231      | 01570        |
| Ozan                                   | 721                      | 6,60       | 109              | 01284      | 01190        |
| Pont-de-Vaux                           | 2.184                    | 7,54       | 290              | 01305      | 01190        |
| Replonges                              | 3.929                    | 16,60      | 237              | 01320      | 01750        |
| Reyssouze                              | 1.003                    | 9,54       | 105              | 01323      | 01190        |
| Saint-André-de-Bâgé                    | 819                      | 2,70       | 303              | 01332      | 01380        |
| Saint-Bénigne                          | 1.351                    | 16,49      | 82               | 01337      | 01190        |
| Saint-Étienne-sur-Reyssouze            | 576                      | 13,82      | 42               | 01352      | 01190        |
| Sermoyer                               | 659                      | 16,70      | 39               | 01402      | 01190        |
| Vésines                                | 97                       | 3,88       | 25               | 01439      | 01570        |
| Communauté de communes Bresse et Saône | 25.700                   | 258,30     | 99               | –          | –            |

## Änderungen im Gemeindebestand
2018: Fusion Bâgé-la-Ville und Dommartin → Bâgé-Dommartin